# Passage T. G. M.
Passage T. G. M., psáno i pasáž T. G. M., známa též jako pasáž Praha (název odvozen od kina Praha, které bývalo v domě čp. 151) je pasáž v Karlových Varech, v obchodně správní části města. Propojuje pěší zónu v ulici T. G. Masaryka (dům 941/47) s ulicí Dr. Davida Bechera (dům 151/24). Vznikla v roce 1930. Místními obyvateli je často nazývána jen Pasáž.

## Historie
Někdejší obchodní pasáž z roku 1925, zbudovaná podle plánů karlovarského inženýra Franze Lappera v rámci výstavby domu Passage, čp. 941/47 v Kaiser Franz Josef Strasse, dnes ulice T. G. Masaryka, byla v roce 1930 přestavěna a propojena s domem č. 151/24 na Neue Bahnhof Strasse, dnešní ulici Dr. Davida Bechera. Tak vznikla pasáž, první svého druhu v Karlových Varech.

## Popis
Pasáž T. G. M., včetně obou domů, kterými průchod ulice spojuje, jsou příkladem moderní architektury meziválečného období.

## Galerie

Passage T. G. M v Karlových Varech
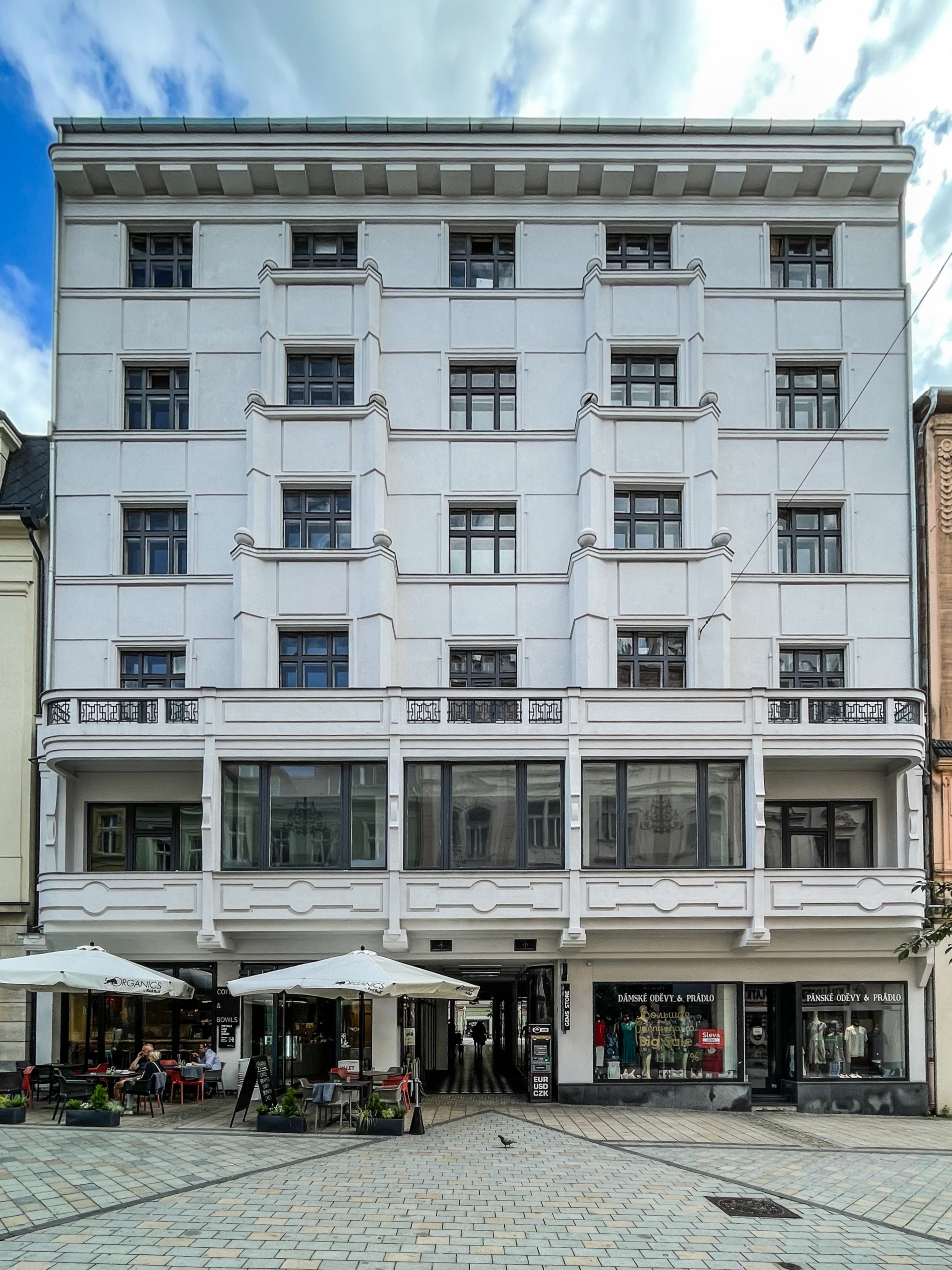
Dům Pasáž, ulice T. G. Masaryka 941/47
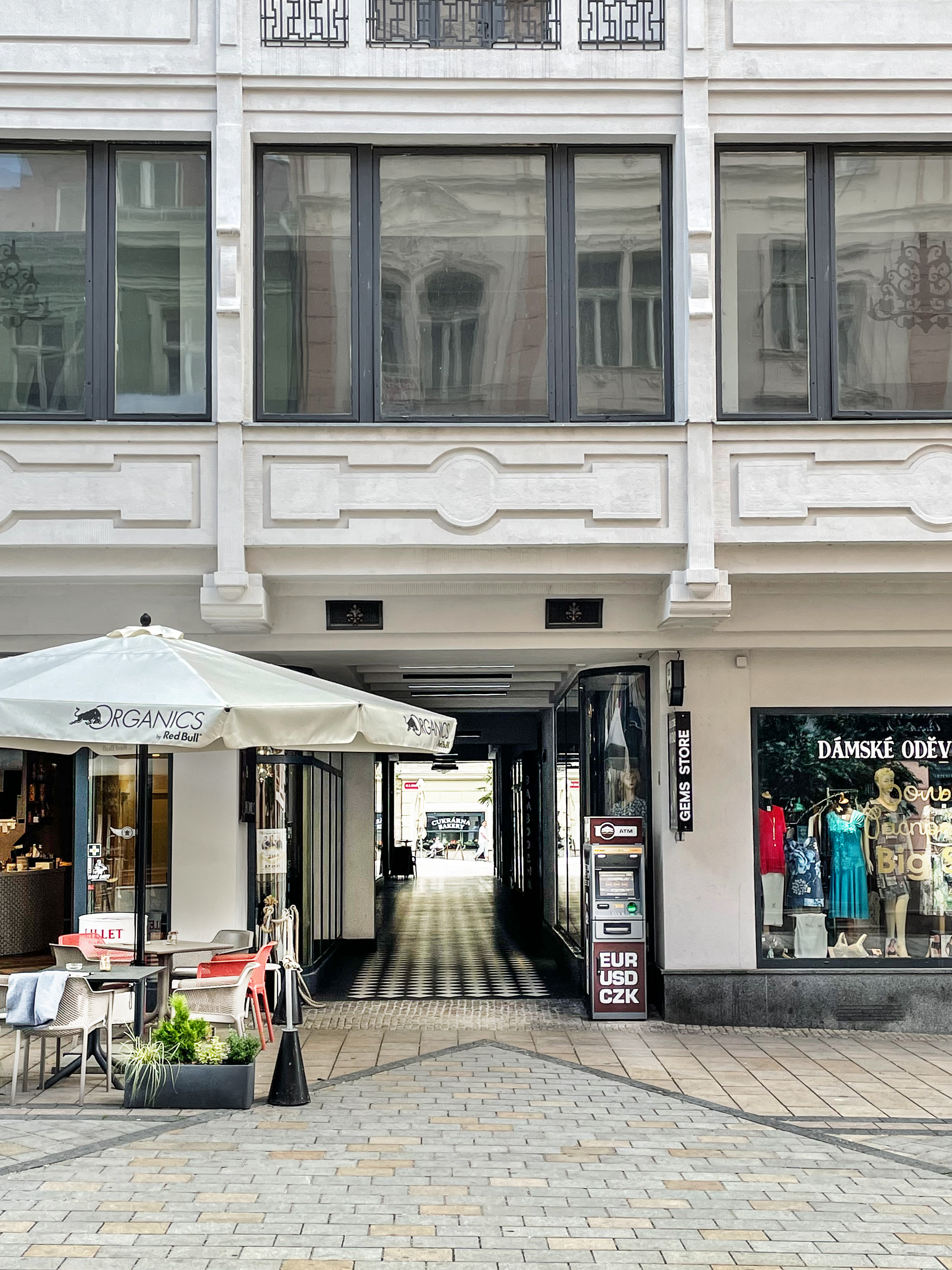
Dům Pasáž, přístup do pasáže z ulice T. G. Masaryka
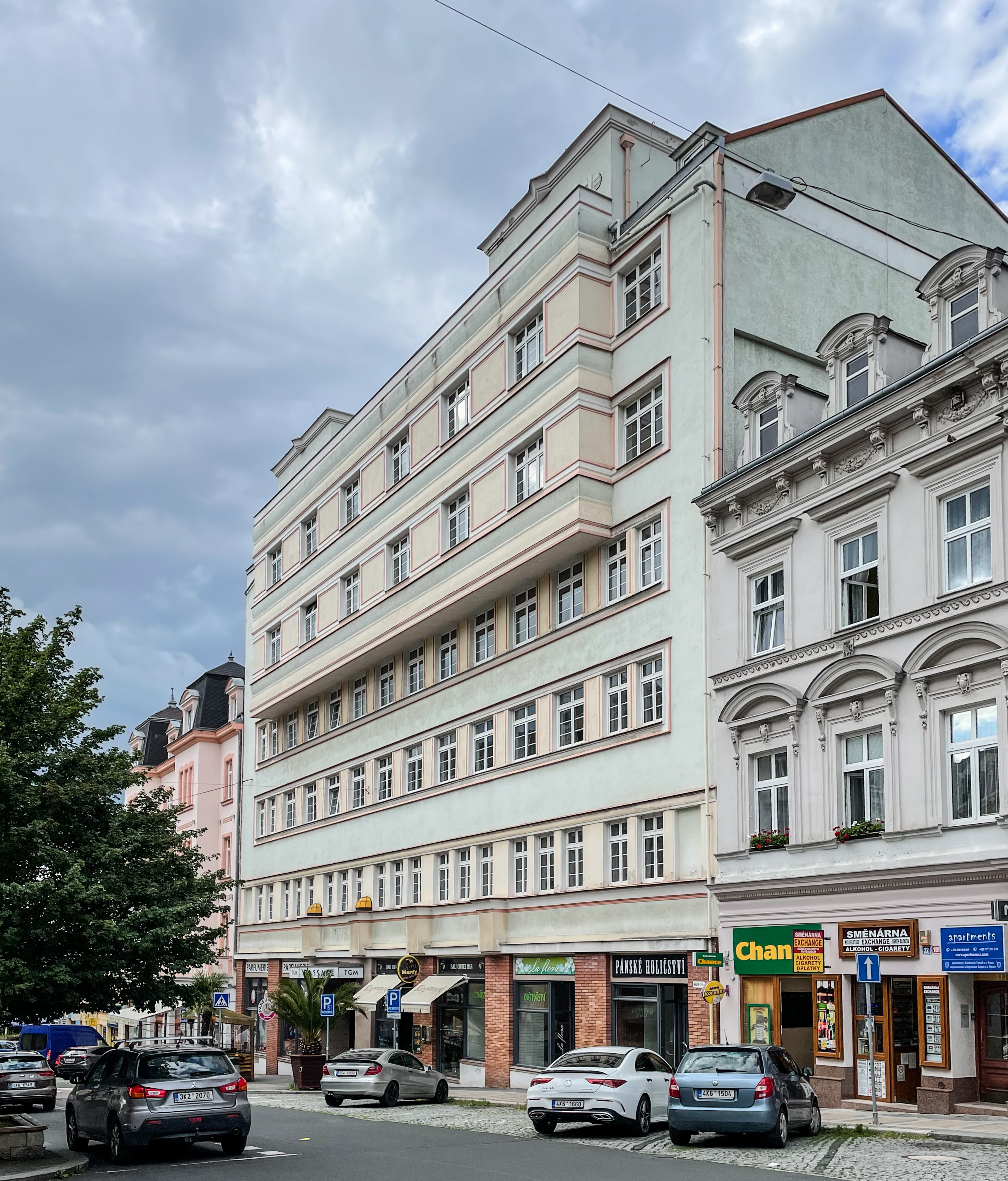
Dům čp. 151, ulice Dr. Davida Bechera 151/24
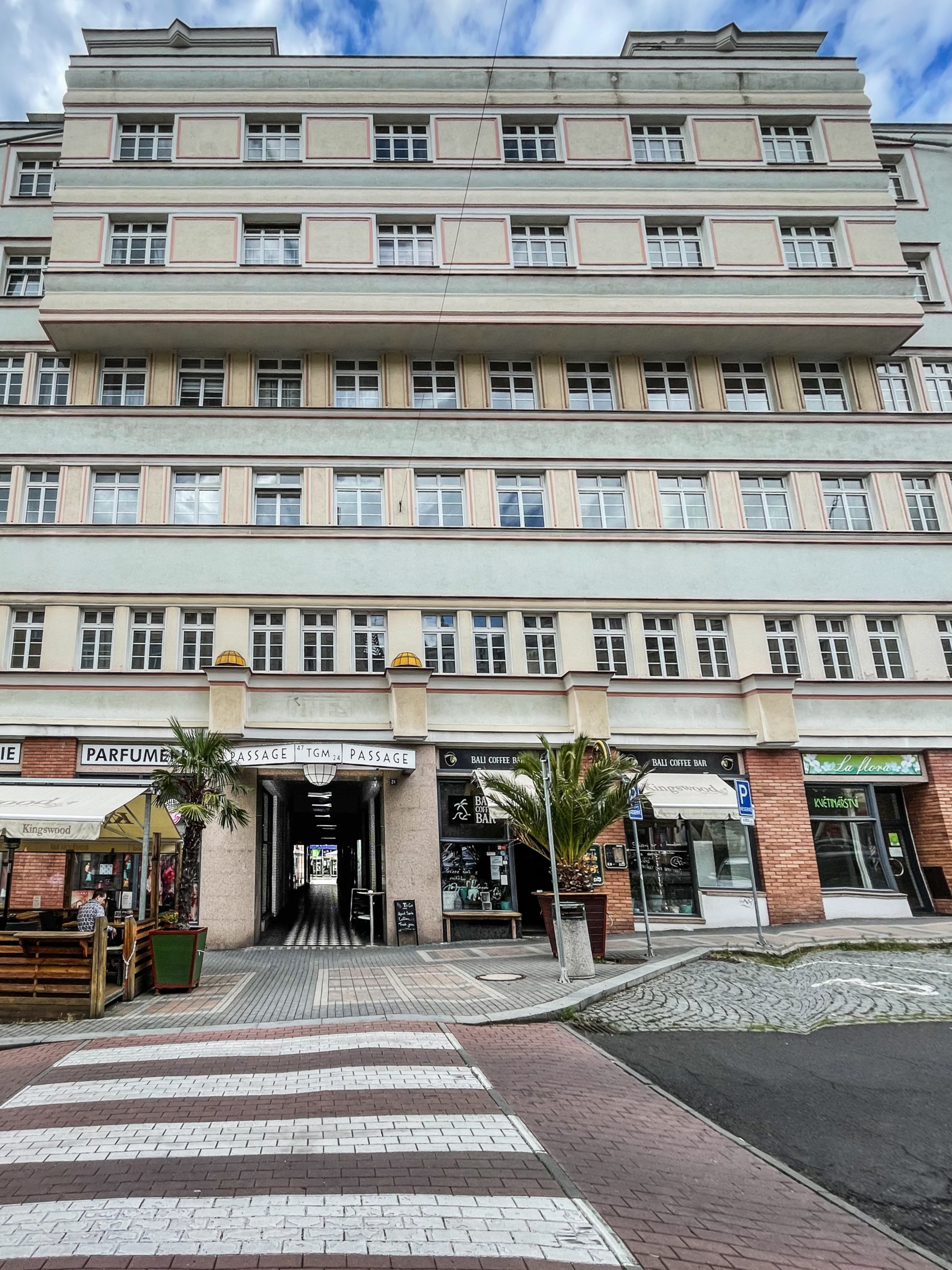
Dům čp. 151, ulice Dr. Davida Bechera 151/24
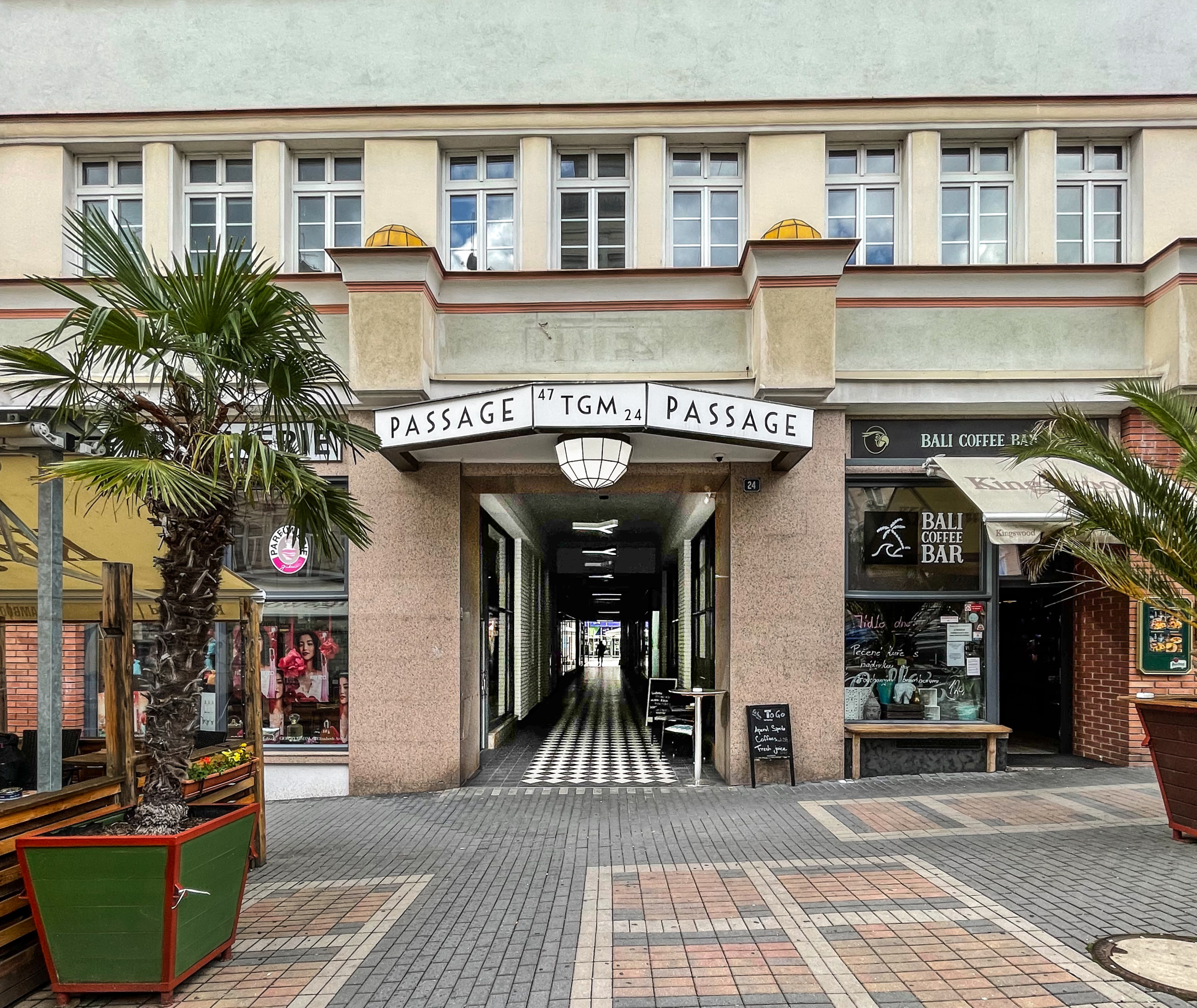
Dům čp. 151, přístup do pasáže z ulice Dr. Davida Bechera
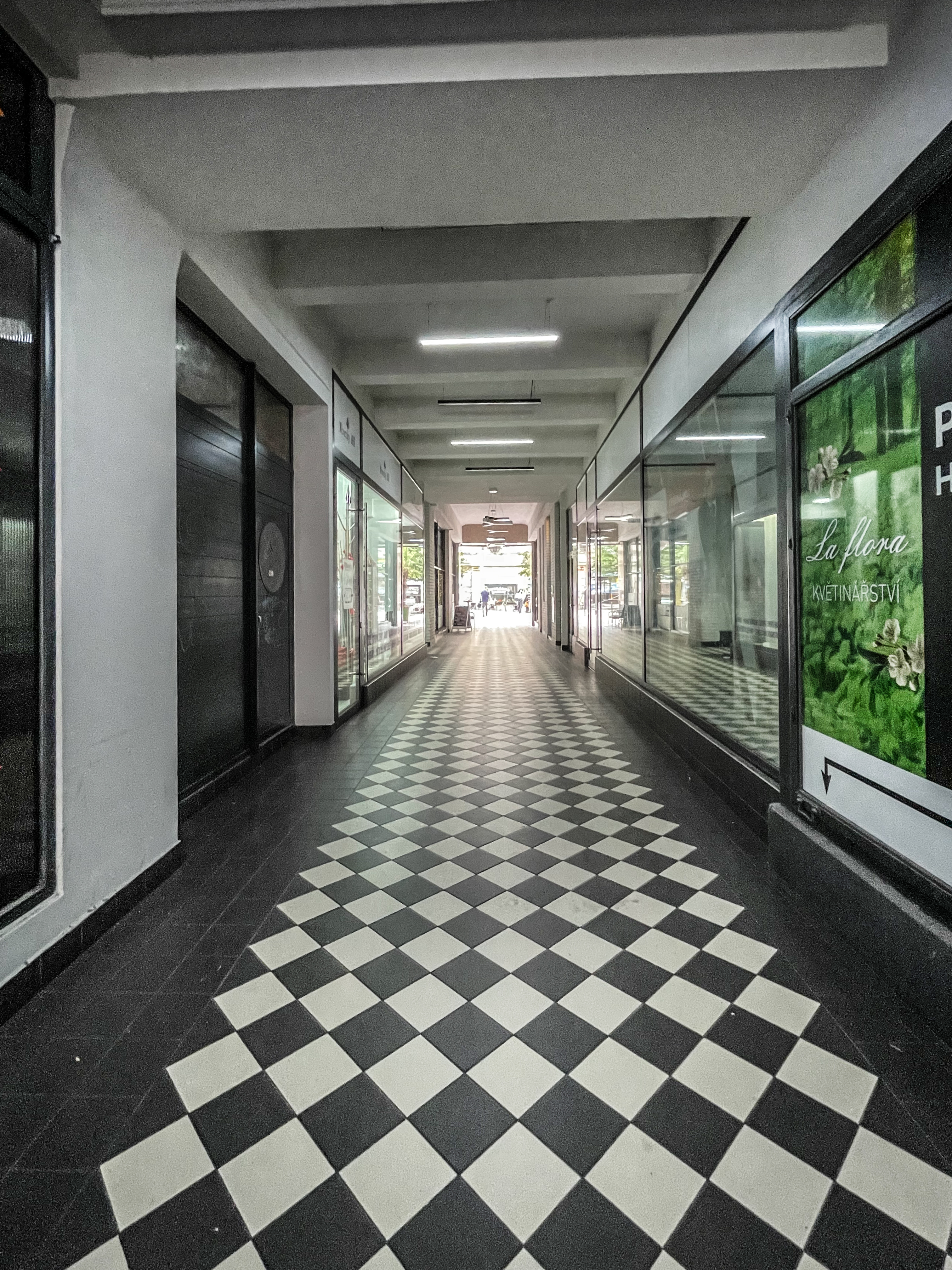
Vhled do pasáže od ulice T. G. Masaryka